# Fliegerdivision
Uma Fliegerdivision foi um termo em alemão para designar uma divisão aérea. Estava hierarquicamente subordinada a um Fliegerkorps e tinha na sua dependência várias Geschwader (asas).